# Alpes do Monte Viso
Os Alpes do Monte Viso  (em italiano:   Alpi del Monviso) é um maciço que faz parte dos Alpes Ocidentais na sua secção da Alpes Cócios e se encontra ao mesmo tempo na região do Piemonte em Itália, e no departamento francês dos Altos Alpes. O ponto mais alto é a Monte Viso, na vertente francesa, com 3.840 m.
Os Alpes do Monte Viso com os  Alpes do Monte Ginevro , e os Alpes do Monte Cenis formam os Alpes Cócios.

## SOIUSA
A Subdivisão Orográfica Internacional Unificada do Sistema Alpino (SOIUSA) criada em 2005, dividiu os Alpes em duas grandes partes:Alpes Ocidentais e Alpes Orientais, separados pela linha formada pelo  Rio Reno - Passo de Spluga - Lago de Como - Lago de Lecco.

### Classificação  SOIUSA
Segundo a SOIUSA este acidente orográfico chama-se  Alpes do Monte Viso e é uma Sub-secção alpina  com a seguinte classificação:
- Parte = Alpes Ocidentais
- Grande sector alpino = Alpes Ocidentais-Sul
- Secção alpina = Alpes Cócios
- Sub-secção alpina = Alpes do Monte Viso'
- Código = I/A-4.I

## Imagem

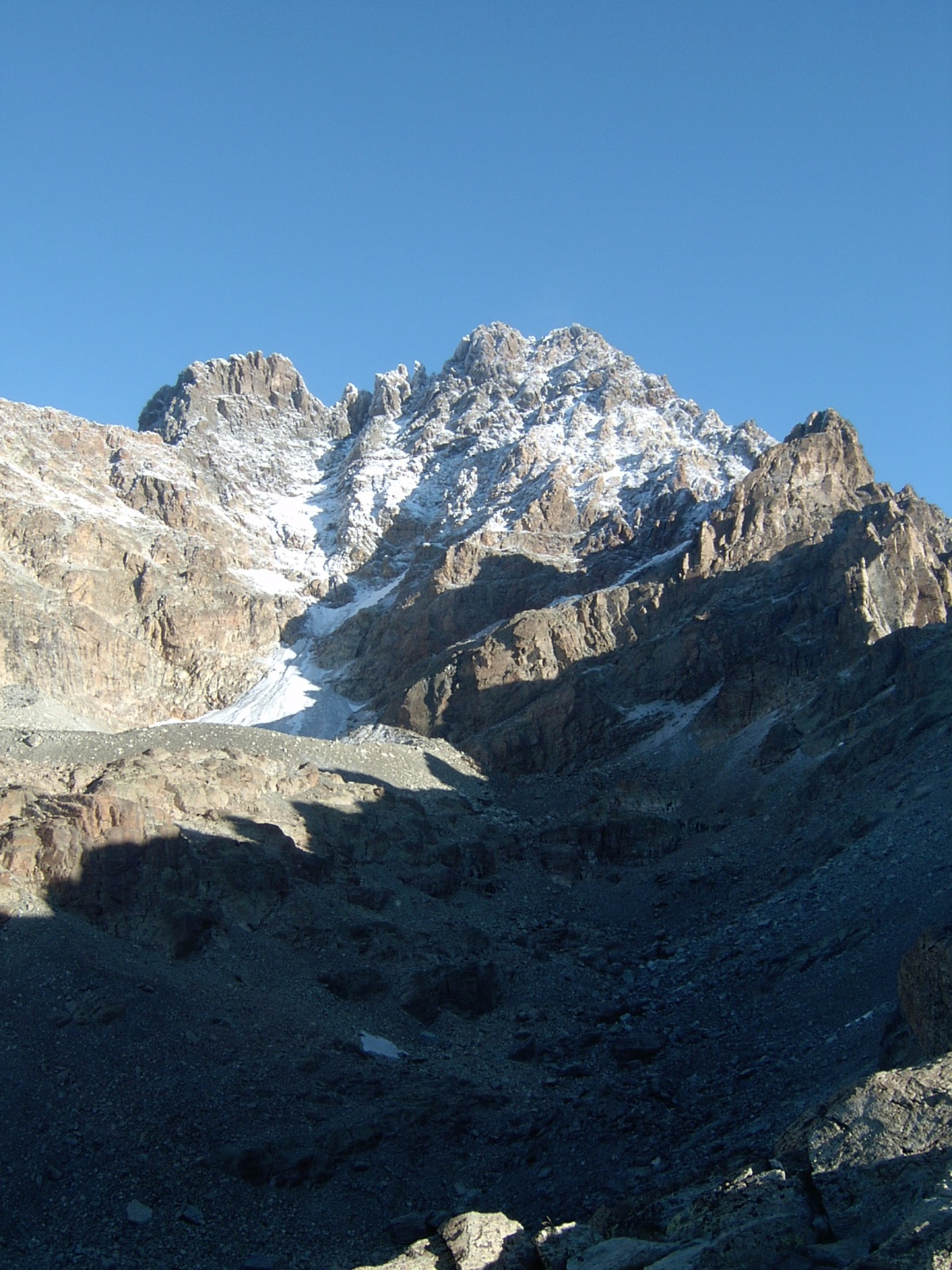
Verente Sul do Monte Viso